# Lou Vlasblom
Louwrens Cornelis (Lou) Vlasblom (Rotterdam, 11 februari 1913 - 12 maart 1990) was een Rotterdammer die bekendheid genoot vanwege zijn duik van De Hef op 14 januari 1933.

## Persoonlijk leven

### Familie
De grootvader van vaders kant, Louwrens Vlasblom, was geboren in Oud-Beijerland en verhuisd naar Rotterdam op zoek naar een betere toekomst. Met zijn Rotterdamse vrouw Johanna Schippers en een compagnon hadden ze een bakkerij. Het stel was overtuigd socialist. De vader van Lou, Jozeph Vlasblom, werkte sinds 1906 bij het warenhuis Modemagazijnen Gebroeders Gerzon. 
De overgrootvader van moeders kant, Cornelis Sperling, was een Ouddorpse duiker en berger, net als vijf van zijn zoons. Een van zijn dochters, Arendje, huwde Cornelis Grinwis, en ze kregen in 1892 een dochter Jannetje Grinwis. De familie Sperling stond bekend als kundige bergers en duikers. Een neef van Jannetje, Martijn Sperling, was betrokken bij de redding van de opvarenden van de SS Berlin in 1907. Hij was in 1928 directeur geworden van Tak's Bergingsbedrijf. Jannetje Grinwis trok na de dood van haar moeder in 1911 naar Rotterdam en trouwde daar met Louwrens Vlasblom. Samen kregen ze zes kinderen, van wie drie op jonge leeftijd en een zoontje Jozef op twaalfjarige leeftijd overleden. Alleen Lou en zijn broer Krijn overleefden.
Lou werd geboren en groeide op in Crooswijk, in een woning boven een slijterij aan het Noordplein. Crooswijk was een arbeiderswijk waar de werkloosheid hoog was, ingeklemd tussen stinkende industrieën, zoals veemarkt, slachthuis en Heineken-brouwerij — maar ook de koekjesfabriek van Jamin. Na een verhuizing naar de Frederikstraat, bracht de beurskrach van 1929 veel rampspoed voor de armere arbeiders van de stad. De hoge jeugdwerkloosheid manifesteerde zich in verveling, gewelddadig gedrag en "belachelijke staaltjes van recordwaanzin". Lou zelf had altijd gewerkt in verschillende baantjes, op het moment van de sprong bij het openbaar slachthuis aan de Boezemstraat als darmenschrapper bij de Nederlandse Darmindustrie (NeDa), een baan met zeer laag aanzien. Hierbij werden de darmen van ongeboren mest ontdaan, de slijmlaag eruit geschrapt en de schone darmen verkocht voor fabricage van worsten, snaren en tennisrackets. Het was vies en ongezond werk, maar gewild bij sporters omdat het tillen met zware karkassen en vaten de spieren trainde, bovendien kon er goedkoop aan vlees gekomen worden. Ook Bep van Klaveren werkte in dit slachthuis.
Lou wordt omschreven als een man met een atletisch lichaam, tanig maar gespierd, lang en slank, 140 pond, met een jongensachtige uitstraling met fonkelende, helderblauwe ogen.
Hij zwom en dook veel, ook in open water waar dat verboden was, en ook bij koude. Zijn grote voorbeeld was Steve Hammond, die van 56 meter hoogte van een brug over de Hudson was gesprongen. Hij was bevriend met Aad van Welzenes, die na een aantal eerdere sprongen op Koninginnedag 1932 van de 27 meter hoge Willemsspoorbrug was gesprongen, vastgelegd door het Polygoonjournaal. Een week later, op 7 september, sprong Jacob van Holst vanaf een kolentip van 33 meter de Maas bij Katendrecht in.

## Duik
Op zaterdag 14 januari 1933, na zijn werk, zei hij zijn moeder dat hij "even ging zwemmen". Met vriend Joop Wijmans gingen ze naar de Hef, waarbij Wijmans op de uitkijk stond en aangaf of er geen schepen of wrakhout in de Maas dreven. Na zich ter plekke omgekleed te hebben, klom Vlasblom in de toren van de Hef. Er kwamen wat toeschouwers, waaronder een politieagent van bureau Nassaukade, die met geschreeuw probeerden hem van zijn plan af te laten zien. Nadat hij boven een sigaret had gerookt, propte hij een zakdoek in zijn mond (hij had gelezen dat dat voorkwam dat de adem bij de sprong afgesnoerd werd) en sprong rond 4 uur 's middags met twee salto's de Maas in.  Een toevallig aanwezige motorboot pikte Vlasblom op en zette hem af op de wal, waar hij door de politieagent ingerekend werd op basis van het "zwemmen in verboden water" en "bewandelen van verboden terrein". 
Na de duik werd zijn moeder op de hoogte gebracht, die uitriep: "Ik ben een Sperling! En Lou is een Sperling! Wij zijn niet bang." Nadat hij door zijn moeder van het politiebureau afgehaald was, werd hij door vrienden op de schouders gehesen, wat door een fotograaf van een socialistisch dagblad werd vastgelegd. 

### Huldigingen
Vlasblom werd in vele media bewonderend toegesproken, andere waren uiterst negatief over zijn sprong. De Tribune noemde Vlasblom "een tweede Siegfried", terwijl De Tijd hem negatief als Heros klasseerde, en de duik als een uiting van dwaasheid afschilderde.
Het Grand Theatre van Tuchinski hield de opvolgende vrijdag een huldiging van Vlasblom als tussenprogramma tussen twee films, voor een publiek van 1500 man. Hierbij kreeg hij een huldebrief van Van Welzenes.

### Volgende duikpogingen
Schippersknecht Jan Tabbernee (geboren als Johannes Hendrikus Mittertreiner) probeerde het record van Vlasblom te verbeteren. Een week na de sprong van Vlasblom, op zaterdag 21 januari, klom hij op de Hef en sprong, gadegeslagen door een mensenmenigte, van de kabelwielen van de Hef, een hoger punt dan waar Vlasblom vanaf sprong. Hij was op slag dood, zijn lichaam werd pas rond 8 uur geborgen. Tabbernee was wel een geoefend zwemmer, maar geen duiker.
De volgende ochtend klom een beschonken Dirk Hofman ook de Hef op, gevolgd door politieagenten, die hem naar beneden wisten te praten.

### Wereldrecord
Wellicht is de sprong de hoogste duik in open water die overleefd is. Op dat moment was de hoogste sprong van 57 meter, terwijl de sprong van de Hef tussen de 65 en 67 meter geweest moet zijn, al hield Vlasblom het zelf op 69,5 meter, omdat het eb was. 

## Leven na de duik
Na de duik werd Vlasblom opgeroepen voor de dienstplicht. Gelegerd aan de Maas bij Blerick sprong hij op 18 mei 1933 van de 20 meter hoge Maasbrug. Vlasblom kreeg arrest wegens het bezoedelen van het Uniform van Hare Majesteit. Als straf werd hij overgeplaatst naar de Veluwe, waar geen duikwater voorhanden was.
Op 6 mei 1934 klom hij nogmaals op de Hef, maar werd betrapt. Hij sprong van 34 meter hoogte om van zijn achtervolgers te ontkomen. Na deze sprong ontwikkelde hij zich tot schoonspringer en schutter.
In 1939 trouwde Vlasblom met zijn jeugdliefde Cornelia (Cor) Warnau, samen kregen ze 4 jaar later een dochter José.
Op 11 november 1944 werd Vlasblom opgepakt tijdens een razzia en naar Duitsland afgevoerd, maar na de oorlog keerde hij terug.

## Nalatenschap
Koos Speenhoff schreef een gedicht over Vlasblom in het Rotterdamsch Nieuwsblad van 21 januari 1933.
Op 9 december 1933 verscheen in De Roode Ster, de zaterdagbijlage van De Tribune, een gedramatiseerd verhaal van Bertus Meijer, De Salto Mortale, over een jongeman die van de Hef dook. Meijer had eerder verhalen geschreven over de huurstaking in de Tuindersstraat, die zich later uitbreidde naar de Marnixstraat in Crooswijk waar Vlasblom woonde.
Toen de vader van Lou in 1956, bij zijn 50-jarig jubileum bij het modehuis Gerzon, geridderd werd tot de Orde van Oranje-Nassau, werd benoemd dat hij de vader was van "de jongen die van de Hef dook". 
Na de voltooiing van de Willemsspoortunnel werd de Hef overbodig en er waren sloopplannen. Het eerste exemplaar van het boek De Hef: Kroniek van een Spoorbrug werd in 1985 overhandigd aan Vlasblom. 
Wilfried de Jong schreef een kort verhaal Duik, waarin een jongen "Lou Vlasblom gaat nadoen". 